# Euphyllia paraancora

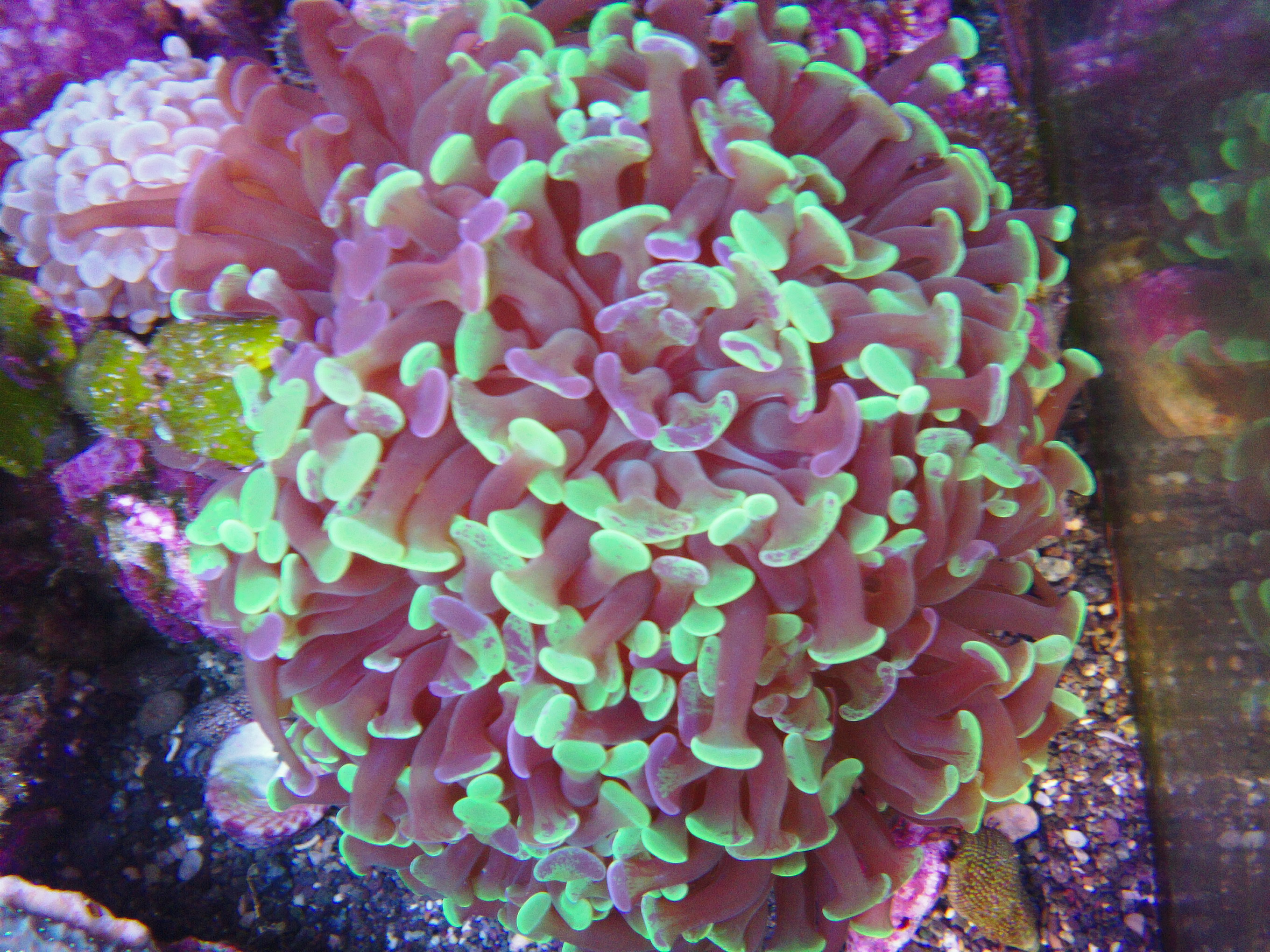
Euphyllia paraancora

Euphyllia paraancora es un coral duro, de la familia Euphylliidae, orden Scleractinia.
Tiene una amplia distribución en el Indo-Pacífico, pero no es una especie común. Es uno de los corales marinos populares y solicitados en acuariofilia. 

## Morfología
La estructura calcárea de su esqueleto es faceloide, con coralitos de entre 20 y 40 mm de diámetro. Los pólipos son de tamaño medio, y sus tentáculos similares a los de las anémonas. Esta especie es muy similar en apariencia a Euphyllia ancora, diferenciándose en que E. paraancora forma círculos concéntricos con los extremos de sus tentáculos. Los colores de los pólipos pueden ser marrón claro o verde, aunque ocasionalmente puede presentar tonalidades azules o rojizas, y con las puntas de los tentáculos siempre en otro color e iridiscentes.
Tiene tentáculos "barredores", que son más finos de diámetro que los normales y que pueden expandir hasta más de 20 cm. buscando alimento o agrediendo a otros corales, en la lucha por el espacio y la luz. Estos apéndices son extremadamente agresivos para el resto de habitantes del arrecife, tanto para peces como para el resto de invertebrados, ya que contienen células urticantes llamadas nematocistos.

## Hábitat y distribución
Localizado en aguas tranquilas desde 3 a 30 m de profundidad. Ocurre en un amplio rango de hábitats del arrecife, tanto en lagunas, como en áreas arenosas, arrecifes interiores y exteriores.
Se encuentra en los océanos Índico y Pacífico, siendo nativo en Australia; Chagos; Filipinas; Guam; Indonesia; Japón; Malasia; Micronesia; Nueva Caledonia; Islas Marianas del Norte; Palos; Papúa Nueva Guinea; islas Salomón; Singapur; Tailandia y Vanuatu.

## Alimentación
En la naturaleza se nutre principalmente de la fotosíntesis realizada por las algas zooxantelas que habitan el tejido de sus pólipos. Las algas realizan la fotosíntesis produciendo oxígeno y azúcares, que son aprovechados por los corales, y se alimentan de los catabolitos del coral, especialmente fósforo y nitrógeno.
Esto le proporciona entre el 75 y el 90% de sus requerimientos nutricionales, completando su alimentación mediante la captura de zooplancton con la ayuda de sus tentáculos.

## Reproducción

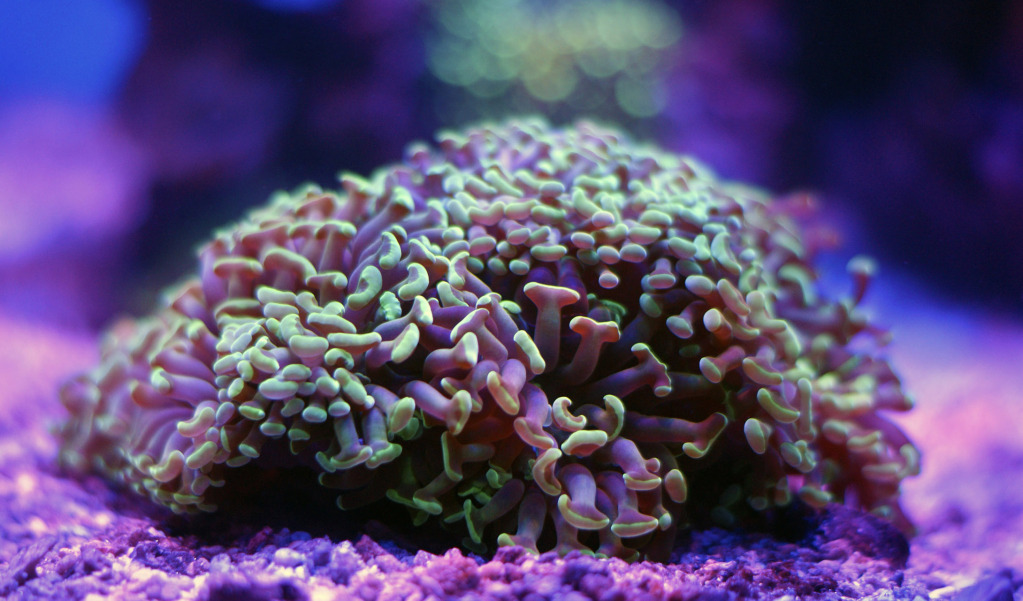
Euphyllia paraancora bajo luz actínica

Las colonias son macho o hembra, normalmente producen esperma y huevos que se fertilizan en el agua, aunque en algunas zonas ecuatoriales incuban las larvas internamente.
El desove masivo de las colonias ocurre en verano, durante tres noches, dependiendo de la fase lunar. El tamaño de la colonia no influye en el número de huevos o esperma por pólipo, ni en la cantidad de testículos por pólipo.
Los huevos una vez en el exterior, permanecen a la deriva arrastrados por las corrientes varios días. En su interior contienen agentes bloqueantes de radiación ultravioleta para protegerles durante su fase planctónica.
Más tarde se forma una larva plánula que, tras deambular por la columna de agua marina, y, según estudios de biología marina, en un porcentaje de supervivencia que oscila entre el 18 y el 25 %, debido a factores físicos, como el viento, el oleaje o la salinidad, y biológicos, como la abundancia de predadores, cae al fondo, se adhiere a él y comienza su vida sésil. Entre el asentamiento y las larvas recién asentadas la mortalidad es muy alta. Una vez asentadas, las larvas se metamorfosean a pólipo, secretando carbonato cálcico para conformar un esqueleto, o coralito. 
Posteriormente, forman la colonia mediante la división de los pólipos por gemación.

## Mantenimiento
En cautividad, la corriente debe ser moderada y alterna. De lo contrario, se dificulta la extensión de los pólipos, impidiendo que se alimente adecuadamente. 
Se consiguen los mejores resultados bajo una luz moderada o intensa pero no directa, principalmente con tubos fluorescentes T5.
Puede complementar su alimentación con mysis y artemia congelados. Si se alimenta el acuario diariamente por otros animales, no es necesario alimentarlos directamente, ya que se les podría sobrealimentar.
Todas las Euphyllias requieren de un manejo cuidadoso durante el transporte y aclimatación, teniendo siempre la precaución de no sacarlas nunca del agua con sus pólipos extendidos. Burbujas de aire atrapadas al retrotraer el pólipo producen generalmente infecciones devastadoras causadas por protozoos.
La reproducción común en cautividad es artificial, por fragmentación del esqueleto del coral.
Se le debe emplazar en el suelo y dejando espacio suficiente a su alrededor, para evitar que dañe otros corales con sus tentáculos "barredores".

## Conservación y amenazas

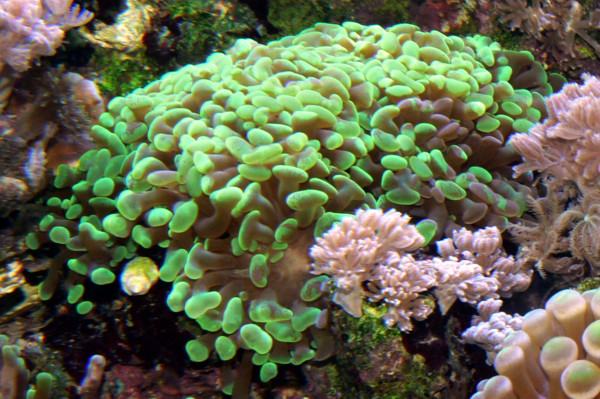
E. paraancora en acuario

La Lista Roja de Especies Amenazadas de la Unión Internacional para la Conservación de la Naturaleza califica esta especie como de Vulnerable A4cd  ver 3.1, a partir de una evaluación de 2008. No obstante, el creciente aumento de la temperatura del mar está incrementando dramáticamente la muerte de corales por blanqueo en todo los océanos, y las proyecciones actuales de los expertos auguran para todo el siglo XXI episodios anuales severos de blanqueo de corales en el 99% de los arrecifes de todo el mundo. De hecho, recientes estudios han constatado que en 2016 ha muerto aproximadamente el 35% de los corales en 84 áreas de las secciones norte y centro de la Gran Barrera de Coral australiana, debido al blanqueo de coral producido por el aumento de la temperatura del mar. También durante 2016, el principal arrecife de Japón, en el archipiélago de Okinawa, sufrió una decoloración por blanqueo del 70% de su extensión, y el arrecife más septentrional del mundo, situado frente a las costas de la isla japonesa de Tsushima, dónde sus aguas templadas suelen evitar episodios de blanqueo, ha sido afectado por primera vez en el 30% de su extensión, según afirma un estudio realizado en diciembre de 2016 por el Instituto Nacional de Estudios Medioambientales de Japón (NIES).
E. paraancora no es un coral común, y en las últimas décadas ha descendido notablemente, debido al blanqueo de coral producido por el calentamiento global. Y dado el que está comprobado que el aumento de la temperatura de la superficie marina supone un incremento directo de las enfermedades de los corales,  la previsión de la población global de la especie es incierta.
Las amenazas incluyen: enfermedades como el blanqueo de coral; los daños de tormentas; la sobre-pesca; el turismo sin control, y la actividad humana. Todos estos factores han creado un efecto sinérgico que disminuye en gran medida la supervivencia y el éxito reproductivo del coral. La recuperación natural de los corales es un proceso lento, y se dificulta porque hay muchos inhibidores que influyen en su supervivencia.
En general, la mayor amenaza para la supervivencia de los corales es el cambio climático global, en particular el aumento de la temperatura del agua, que provoca el blanqueo de los corales, incrementa la susceptibilidad a las enfermedades, la severidad del fenómeno climático El Niño-Oscilación del Sur, y la acidificación del océano. Por otro lado, las enfermedades coralinas han emergido como una seria amenaza para los arrecifes de coral en todo el mundo y una causa mayor para el deterioro de los mismos, habiéndose incrementado notablemente en la última década.
Las medidas recomendadas para la conservación de esta especie incluyen la investigación en taxonomía, la población, la abundancia y tendencias, el estado de la ecología y hábitat, amenazas y resistencia a las amenazas, la acción de restauración; identificación, creación y gestión de nuevas áreas protegidas; expansión de las áreas protegidas; gestión de la recuperación; y gestión de la enfermedad, y los parásitos patógenos. La propagación artificial y técnicas como la criopreservación de gametos pueden ser importantes para la conservación de la biodiversidad de corales.
E. paraancora está incluida en el Apéndice II de CITES, lo que significa que en los países firmantes de este tratado se requiere un permiso, tanto para su recolección, como para su comercio. En Estados Unidos está prohibida la recolección de corales para fines comerciales.